# William Howitt

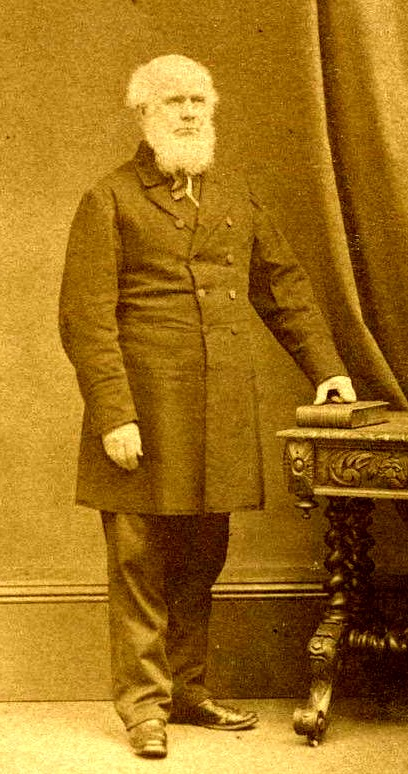
William Howitt

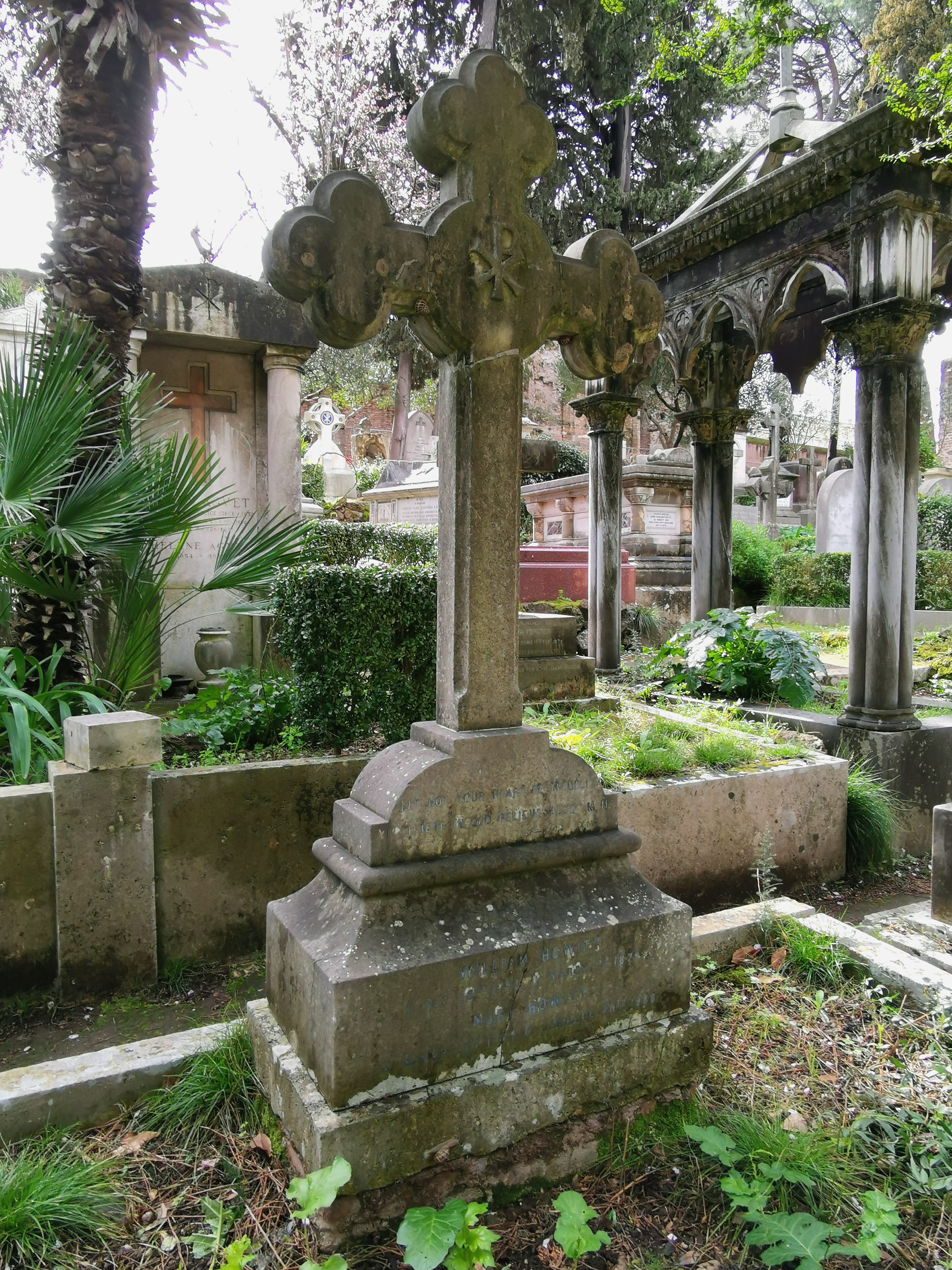
Grab auf dem Nichtkatholischen (Protestantischen) Friedhof Rom

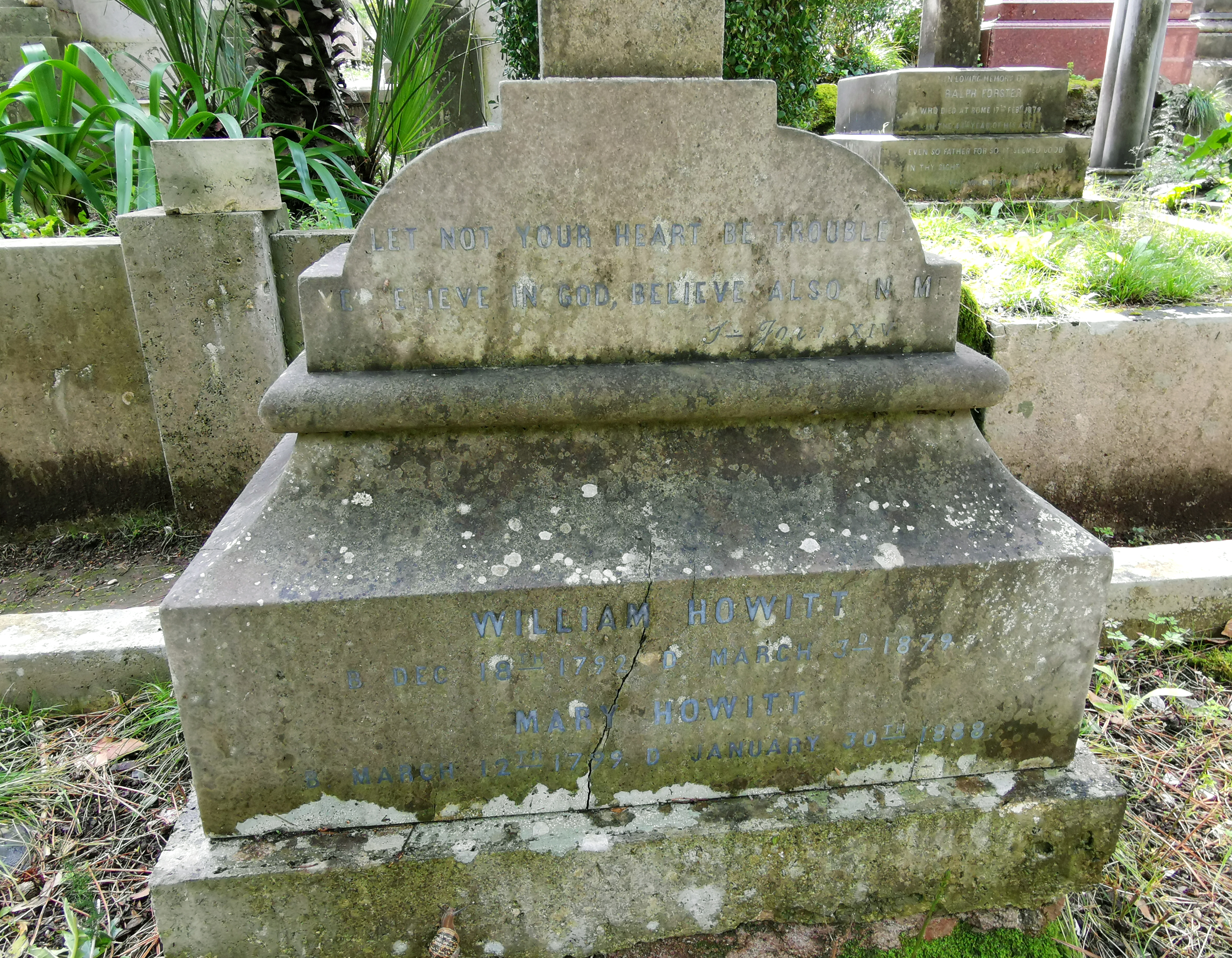
Grabinschrift auf dem Nichtkatholischen (Protestantischen) Friedhof Rom

William Howitt (* 1792 in Heanor, Derbyshire; † 3. März 1879 in Rom) war ein englischer Schriftsteller.

## Leben
William Howitt (spr. hoitt), aus einer Quäkerfamilie stammend, verheiratete sich nach unvollständigen Studien 1823 mit Mary Botham, die sich unter dem Namen Mary Howitt selbst als Schriftstellerin bekannt gemacht hat, und veröffentlichte mit dieser gemeinsam die Gedichtsammlungen: The forest minstrel (1823) und The desolation of Eyam (1827), denen andere gemeinschaftliche Arbeiten (darunter  Stories of English and foreign life, 1853) folgten. Mary war als Novellistin und Jugendschriftstellerin, ihr Gatte als Kulturhistoriker und Archäologe tätig. Ab 1871 hielten Mary und er sich sommers in der österreichischen Sommerfrische in Dietenheim bei Bruneck und winters in Rom auf. Gegen das Ende seines Lebens ergab er sich dem Spiritismus und verscherzte das Ansehen, das er früher genossen. Er starb am 3. März 1879 während eines Aufenthalts in Rom und wurde auf dem Cimitero acattolico beerdigt.

## Werke
- The book of the seasons (1831),

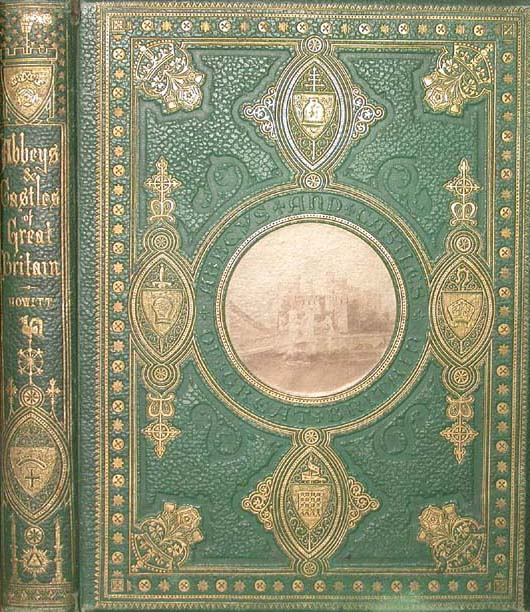
Gemeinschaftsarbeit der Howitts: Abbeys and Castles of Great Britain (1862)

- Popular history of priestcraft (1833), beide mehrfach aufgelegt; die
- Tales of Pantika (1835) und
- Rural life in England (1836), worin er Sitten und Gebräuche des Landvolkes anziehend beschreibt;
- Colonization and christianity  (1838);
- The boy's country book (1839) und das Prachtwerk
- Visits to remarkable places etc (1840, 2. Serie 1842; neue Ausg. 1856).

Ein zweijähriger Aufenthalt in Heidelberg veranlasste die Werke:
- The student life of Germany (1841); Nachdruck, Übersetzung durch Kurt U. Bertrams,  Hilden : WJK-Verlag 2004, ISBN 3-933892-66-X.
- The rural and domestic life of Germany (1842) und die satirischen
- German experiences (1844).

Nach England 1844 zurückgekehrt, veröffentlichte er:
- The aristocracy of England (1846); ferner
- Homes and haunts of the British poets (1847);
- The hall and the Hamlet (1847); den Roman
- Madam Dorington of the Dene (1851) u. a.

1847 hatte das Ehepaar die Quäker verlassen.
Howitt ging 1852 mit den Söhnen Alfred William und Herbert Charlton mit dem Goldrausch nach Australien, von wo er 1854 nach England zurückkehrte. Mary war derweil mit den Töchtern Margaret und Anna Mary nach Highgate umgezogen. Von seinen späteren Werken sind zu erwähnen:
- A boy's adventures in the wilds of Australia (1854);
- Land, labour and gold, or two years in Victoria (1855);
- Tallangetta, the squatter's home (1857);
- Illustrated history of England (1861, 6 Bde.);
- The history of the supernatural in all ages and nations (1863);
- Discovery in Australia, Tasmania and New Zealand (1865);
- The mad-war-planet, and other poems (1871) u. a